# 破尾綠鸚嘴魚
破尾綠鸚嘴魚，為輻鰭魚綱鱸形目隆頭魚亞目鸚哥魚科的其中一種，分布於東印度洋的斯里蘭卡海域，棲息深度5-20公尺，體長可達44.2公分，棲息在岩礁區，以小群活動。